# 曼弗雷德·瓦尔特 (足球运动员)
曼弗雷德·瓦尔特（德語：Manfred Walter，1937年7月31日—），德国男子足球运动员，司职后卫。他曾代表德国联队参加1964年夏季奥林匹克运动会足球比赛，获得一枚铜牌。